# اوهان چوباریان
اوهان استپانی چوباریان (ارمنی: Օհան Ստեփանի Չուբարյան؛  زادهٔ ۸ اکتبر ۱۹۰۸ - درگذشته ۷ ژانویهٔ ۱۹۷۶) کتاب‌شناس، کتاب‌دار و استاد اهل ارمنستان بود.

## زندگی‌نامه
وی در ۸ اکتبر ۱۹۰۸ در توپتی به دنیا آمد و از دوره‌های عالی کتاب‌شناسی مسکو (۱۹۳۰) فارغ‌التحصیل گشت. وی در کتابخانه ایالتی روسیه فعالیت می‌کرد. همچنین برندهٔ جوایزی همچون نشان پرچم سرخ کار، نشان ستاره سرخ و (۱۹۶۸) شده است. وی در ۷ ژانویهٔ ۱۹۷۶ در سن ۶۷ سالگی در مسکو درگذشت.

## یادداشت
1. ↑  Թոփթի
2. ↑  մանկավարժական գիտությունների դոկտոր
3. ↑  Մոսկվայի բարձրագույն մատենագիտական դասընթացները